# 荒戸 (福岡市)

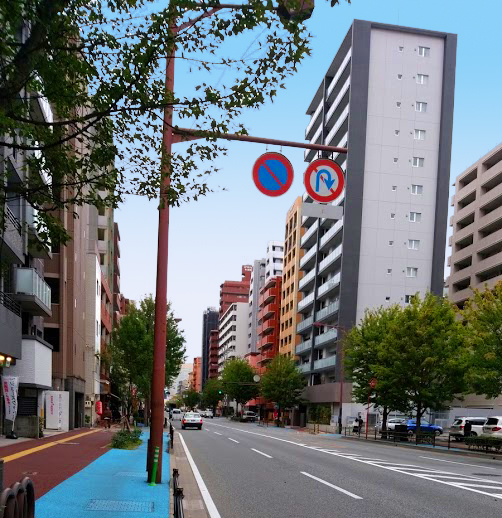
荒戸地区を横断する那の津通

荒戸（あらと）は福岡県福岡市中央区にある町名。現行の行政地名は、荒戸一丁目から荒戸三丁目までである。面積は29.96ヘクタール。2024年3月末現在の人口は人口は9,907人。郵便番号は810-0062。

## 歴史
現在の西公園・荒戸・伊崎あたりは荒津もしくは荒津の崎と呼ばれ、7世紀後半から8世紀後半にかけて編まれた日本に現存する最古の和歌集である万葉集にも度々その名が見られる。江戸時代初期には荒津を貿易港として整備し、港町として賑わい、少なくとも江戸時代には荒戸の呼称が見られ、貝原益軒の編纂した『筑前國続風土記』には福岡城の北側に荒戸、荒戸新町の記載がある。また西公園は荒戸山とも呼ばれ、現在の荒戸地区にあたる場所は福岡藩諸士の屋敷が並ぶ地域であった。「旧高旧領取調帳」によると明治初年時点では荒戸村が筑前福岡藩領の早良郡に属し、明治22年（1889年）4月1日 - 町村制の施行により福岡市の一部となる。大正9年（1920年）3月20日-5月20日九州電気協会(現・日本電気協会)・化学工業協会共催の「工業博覧会」が西公園下の福岡築港埋立地（第２会場）と須崎裏の旧監獄署跡地（第１会場）で開催（＊結果は赤字事業）。この「工業博覧会」に当時皇太子であった昭和天皇が行啓されている（5月5日～7日）。この行啓には御学問所総裁の東郷平八郎元帥と濱尾新東宮大夫が供奉した。昭和2年（1927年）3月25日から5月23日までの60日間、西公園と福岡城の外堀（現在の大濠公園）を会場として「東亜勧業博覧会」が開催され約160万人が来場した。近代に入ると昭和30～40年代は、漁業による好景気と飲食店のにぎわいに加え、子ども山笠行事や共同施設の建設も積極的に行われて隆盛を誇ったが、昭和48年のオイルショック後の漁業や造船の不振以降は一気に冷え込んだ。しかしながら近年はおしゃれなカフェや飲食店などが目立ち始め、港町の新鮮な魚介類のイメージとともに、再び若者やサラリーマン・OLが足を運ぶスポットが増えてきている。

### 町域の変遷
| 住居表示実施後           | 実施年月日          | 住居表示実施前（各町名・大字の一部） |
| ------------------------ | ------------------- | ------------------------------------ |
| 荒戸一丁目から荒戸三丁目 | 1966年 （昭和41年） | 荒戸町・南湊町・西湊町・東唐人町堀端 |

## 地理
福岡市中央区荒戸は、福岡市の中心街天神から1.7キロメートル西に位置する。那の津通りを跨いで東側より一丁目、二丁目、三丁目と並び、東端はみなと銀座通りに面して大手門と港に接し、南端は明治通りに面し、西端は黒門川通りに面し唐人町と接する。二丁目と三丁目の間には福岡県道556号谷荒戸線が西公園から大濠公園に南北に走る。福岡市営地下鉄で天神駅から大濠公園駅まで4分、博多駅から大濠公園駅までは9分と都心部に隣接する地域であるが、北は西公園、南は大濠公園に囲まれた福岡市内屈指の緑溢れる住宅地区となっている。

### 河川
町内には次の河川がある。
- 黒門川（大濠公園の大濠池から流れる黒門川は、道路（黒門川通り）として整備するために、現在、大部分が暗渠となって荒戸の西側に流れている[注釈 1]。

河川の写真
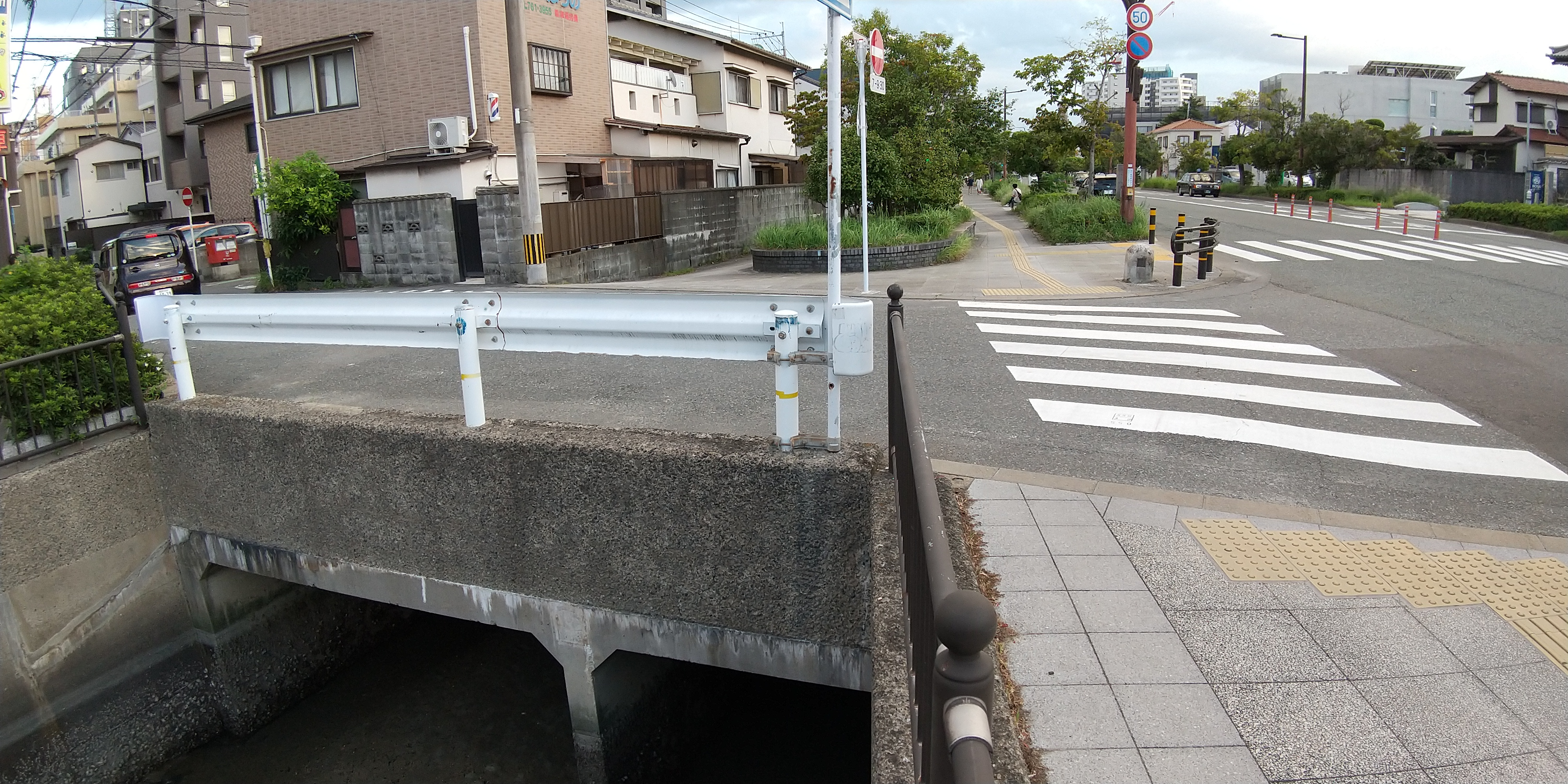
黒門川（暗渠、簗所跡の南側、左：荒戸、中：黒門川通り、右：唐人町）

### 文教地区としての荒戸
荒戸地区内には福岡大学附属若葉高等学校と福岡美容専門学校（福岡校）がある。また、地下鉄大濠公園駅は、福岡大学附属若葉高等学校、福岡教育大学附属福岡小学校、福岡教育大学附属福岡中学校などの最寄り駅となっており、建設中の大濠公園駅の仮称は荒戸駅であった。

### 地価
住宅地の地価は2017年（平成29年）1月1日に公表された公示地価によれば荒戸2-1-5の地点は67万5000円/m2、荒戸3-5-51の地点で34万8000円/m2となっている。

### 荒戸とその周辺

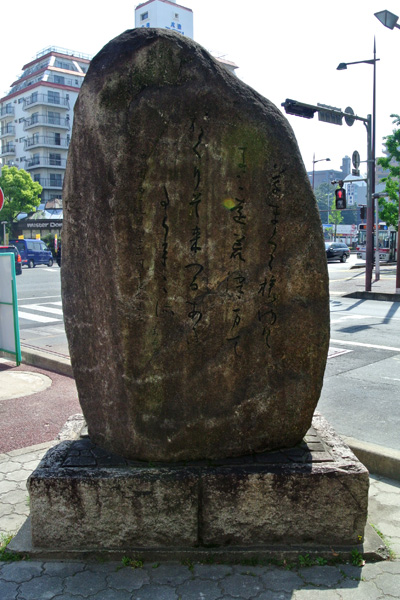
万葉歌碑

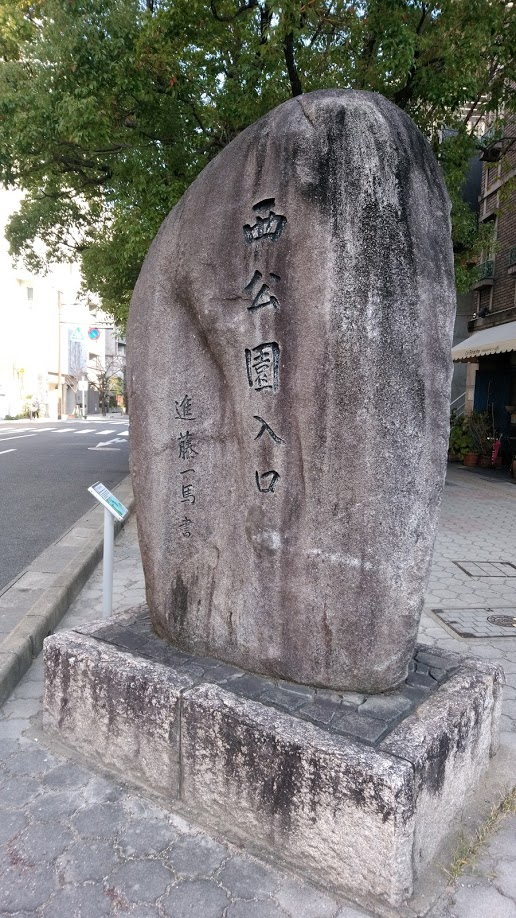
万葉歌碑　西公園入口

- 一丁目は住宅地区とみなと銀座通りに接する東端部分がみなと銀座商店街の一部を形成しており、那の津通りから北へ入ったみなと銀座通り沿いに荒戸地区唯一のスーパーマーケットであるマックスバリュ港町店がある。北は西公園、南は大濠公園、東は大手門と港に接し、南部の明治通り沿いに福岡市地下鉄空港線の大濠公園駅一番出口と二番出口がある。歴史的遺構として北端に中野正剛生家跡と貝原益軒の屋敷跡があり、福岡藩の知行取り大組の田代家にまつわる小春姫大明神を祀つる祠が個人宅の敷地内に鎮座している。1895年（明治28年）荒戸東通り町（現在の荒戸一丁目と大手門付近）に出雲大社福岡分院が勧請され、境内に私立福岡図書館（最盛時の蔵書は70,000冊超え）が設立されていた[11]。1945年（昭和20年）6月福岡大空襲で焼失し、1973年（昭和48年）4月 福岡市西区今宿町に出雲大社福岡分院は再建された。一丁目北部と港と西公園に跨る地域はかつて入船町と呼ばれ、そこには日本航空輸送の格納庫とクレーンがあり入船町水上機基地があった[12]。日本航空輸送は1924年（大正13年）4月18日から百道海水浴場に出張所を設けて、大坂からの郵便物を主とする定期運行便を初め、その後9月2日に西公園・入船町に移転し、1930年（昭和5年）の名島水上飛行場ができるまで利用されていた。1929年（昭和4年）からは福岡 - 大阪 - 東京の定期旅客航空便も開設されていた[12]。小学校の校区は福岡市立舞鶴小中学校
- 二丁目は住宅地区で、北は西公園、南は大濠公園、東は荒戸一丁目に接する。西公園入口交差点付近に万葉集12巻3216を刻印した万葉歌碑（進藤一馬元福岡市長の揮毫）があり、福岡美容専門学校（福岡校）もある。北西部に「小田部の藤」と呼ばれた九州随一の藤の庭園であった、小田部藤園の跡地の案内板が設置されている。金光教福岡教会の所在地。小学校の校区は福岡市立当仁小学校
- 三丁目は県道556号に接した面を東端とし、黒門川通りに接した面が西端となる住宅地区で、北部に福岡大学附属若葉高等学校、厚徳会大日保育園があり福岡市市民福祉プラザ（愛称「ふくふくプラザ」）も那の津通り沿い南側に位置する。團琢磨の生家跡と中山平次郎旧宅跡地がある。天理教福岡教務支庁の所在地。県道556号線沿いに太宰府天満宮の名物品である梅ヶ枝餅の出張所がある。かつて明治通り沿い付近から大濠公園にかけて「奥村黄花園」という菊人形の展示施設（見世物小屋）があった。1914年（大正3年）10月30日に西公園入口交差点付近に市内３番目の常設活動写真館「鶴城館」が開館した[13]。その後「鶴城館」は1917年（大正6年）に買収され「第二電気館」と改称（第一電気館は東中洲）[14]。1915年（大正4年）3月、現在の西公園入口交差点付近にあった劇場「大福座」が、「愛勝館」「関西劇場」と改称[15]。その後1920年（大正9年）3月、建築中だった「大昌座」（元・大福座）が倒産（10日）、九州鉄道会社が買収し29日「南洋館」を開館した[7]。小学校の校区は福岡市立当仁小学校

## 行事
- 西日本大濠花火大会 - 花火大会。8月1日開催。大濠公園全体が会場になっていたが2018年をもって終了。
- 筑紫舞の会 - 毎年7月か8月に大濠公園内の能楽堂で開催される能楽公演
- 福岡城さくらまつり- 毎年3月から4月に大濠公園・舞鶴公園を中心に開催される。福岡藩初代藩主の黒田長政とその家臣である豪傑黒田二十四騎に扮して西公園光雲神社から福岡城跡鴻臚館広場まで練り歩く「福岡城鴻臚館まつり」の「黒田二十五騎武者行列」や、奈良・平安時代、旅立つ遣唐使送別の為に催された鴻臚館の宴「荒津の舞」などが実施される。
- 福岡マラソン- 毎年3月から4月に毎年11月に福岡県福岡市と糸島市で開催される市民参加型のマラソン大会であり、荒戸地区を横断する那の津通がマラソンコースの一部に設定されている。

## 人口
荒戸一丁目から荒戸三丁目までの人口の推移を福岡市の住民基本台帳（公称町別）に基づき示す（単位：人）。集計時点は各年9月末現在である。
- 2001年（平成13年）：8,206
- 2002年（平成14年）：8,302
- 2003年（平成15年）：8,305
- 2004年（平成16年）：8,270
- 2005年（平成17年）：8,242
- 2006年（平成18年）：8,343
- 2007年（平成19年）：8,569
- 2008年（平成20年）：8,629
- 2009年（平成21年）：8,564
- 2010年（平成22年）：8,769
- 2011年（平成23年）：8,961
- 2012年（平成24年）：9,136
- 2013年（平成25年）：9,303
- 2014年（平成26年）：9,303
- 2015年（平成27年）：9,449
- 2016年（平成28年）：9,419
- 2017年（平成29年）：9,452
- 2018年（平成30年）：9,570
- 2019年（令和元年）：9,644
- 2020年（令和2年）：9,783
- 2021年（令和3年）：9,892
- 2022年（令和4年）：9,953

## 町内の施設

### 公共・公益施設
- 福岡市市民福祉プラザ（愛称「ふくふくプラザ」）[注釈 2]
- 西日本シティ銀行 港町支店
- 唐人町駅自転車駐車場[注釈 3]

主な公共・公益施設の写真
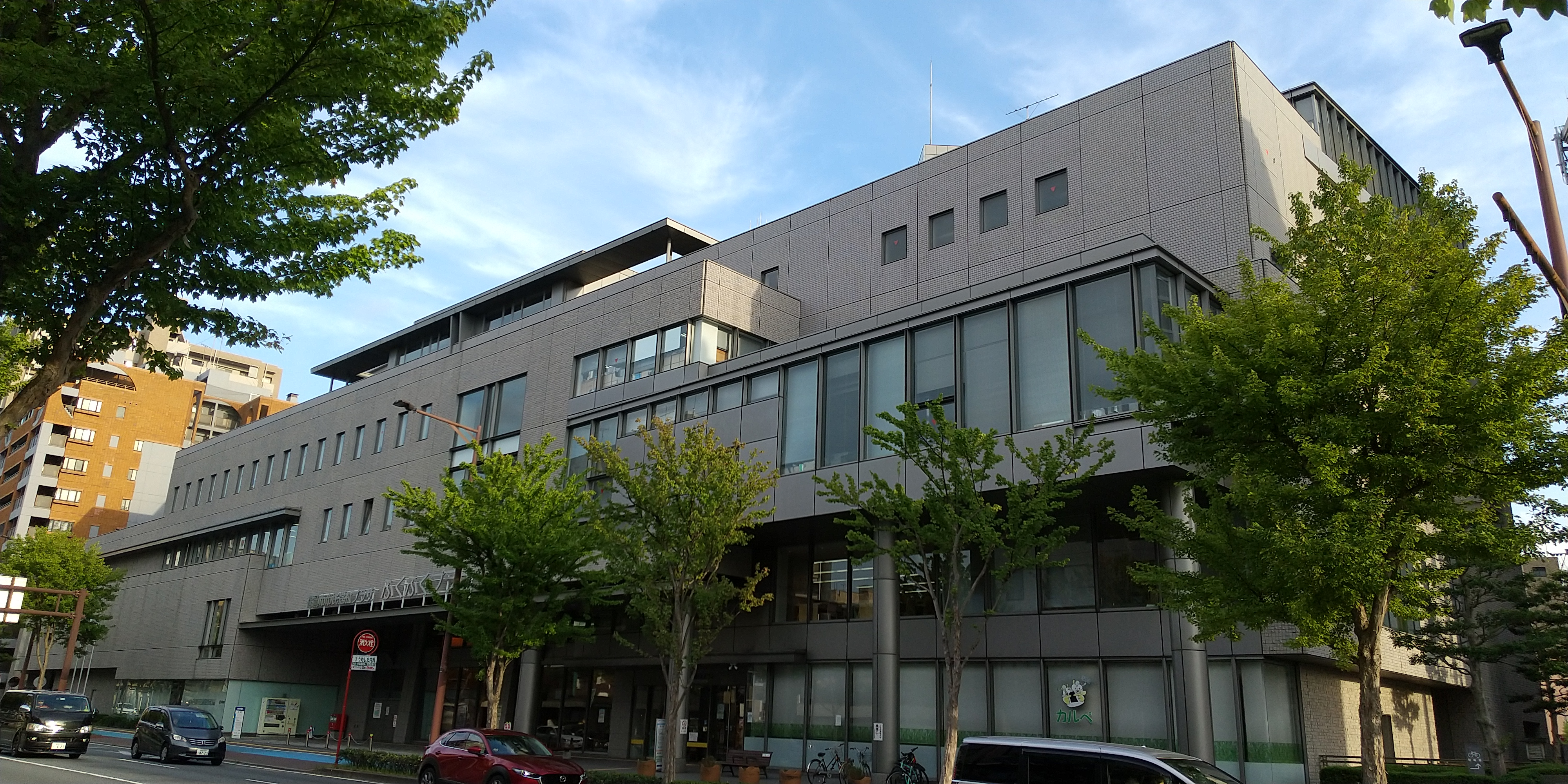
福岡市市民福祉プラザ
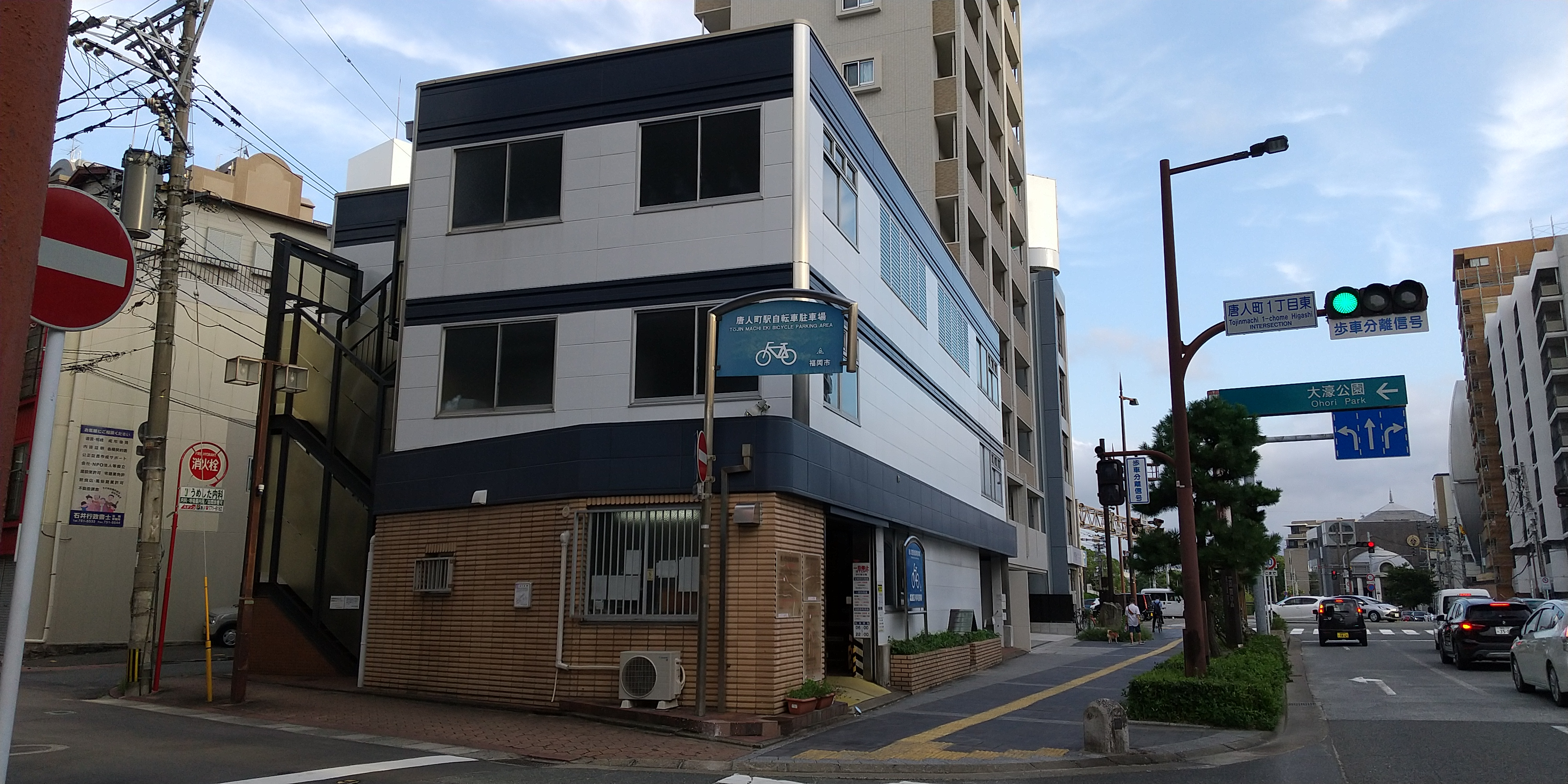
唐人町駅自転車駐車場

### 学校

#### 小・中学校
町内に小・中学校は存在しないが、校区については、それぞれの地区について次のとおりである。
- 荒戸一丁目の校区
  - 小・中学校：福岡市立舞鶴小中学校（小中併設校）[注釈 4]
- 荒戸二丁目及び三丁目の校区
  - 小学校：福岡市立当仁小学校（とうにんしょうがっこう）[注釈 5]
  - 中学校：福岡市立当仁中学校（とうじんちゅうがっこう）[注釈 6]

#### 高等学校
- 福岡大学附属若葉高等学校[注釈 7]

主な高等学校の写真
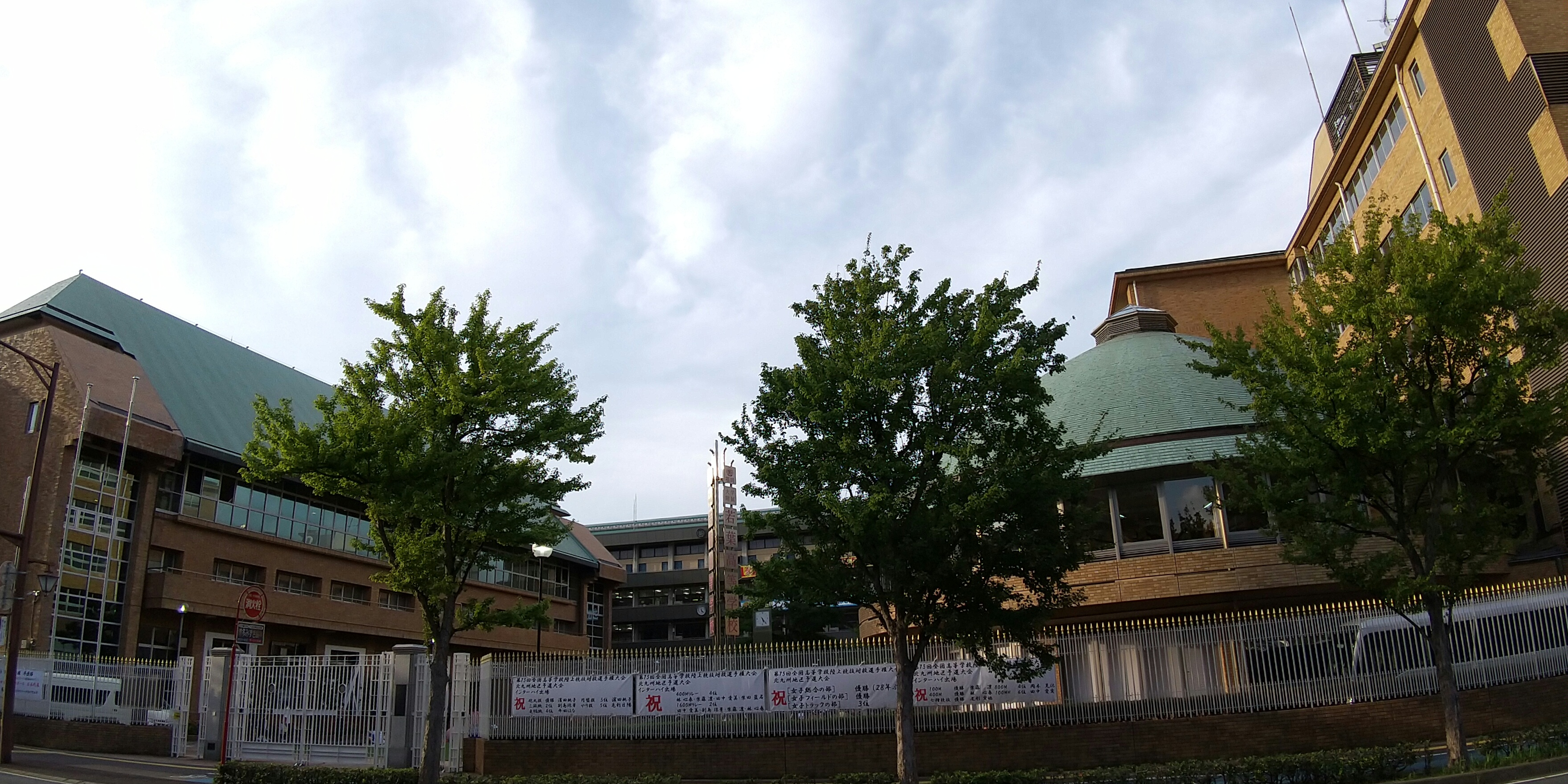
福岡大学附属若葉高等学校

#### 専修学校
- 福岡美容専門学校（福岡校）

### 商業施設
- みなと銀座商店街（荒戸荒津線等）[注釈 8]
- マックスバリュエクスプレス港町店[注釈 9]

主な商業施設の写真
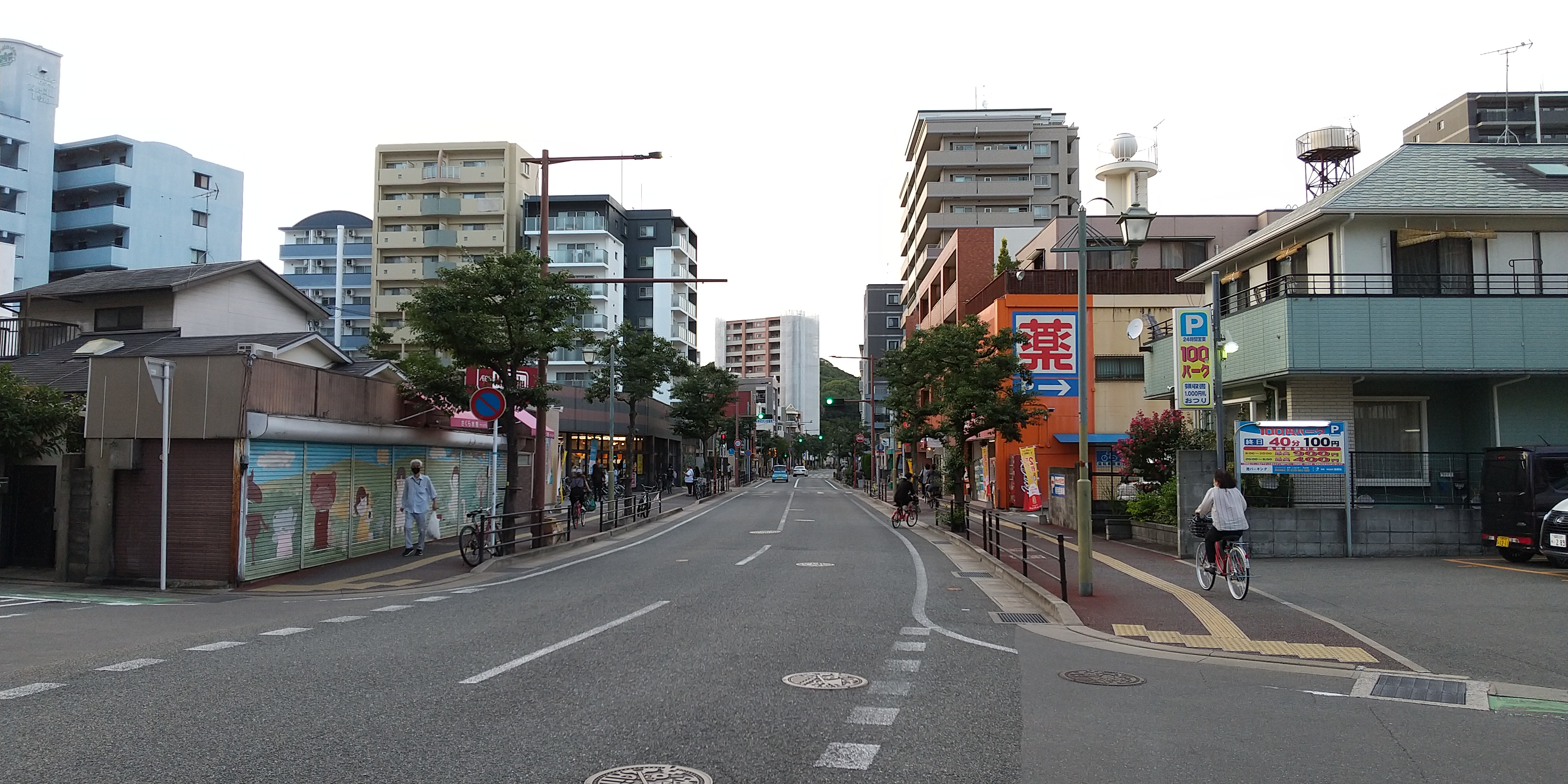
みなと銀座商店街（荒戸荒津線、左：港二丁目、右：荒戸一丁目）

### 医療施設
- 光安整形外科[注釈 10]
- みぞかみ外科・内科クリニック[注釈 11]
- 徳山内科クリニック[注釈 12]
- 相良外科医院[注釈 13]
- 有村内科クリニック[注釈 14]
- 萱島外科胃腸科[注釈 15]
- うめした内科[注釈 16]
- 広渡内科医院[注釈 17]
- ひろた内科クリニック[注釈 18]
- 荻野歯科医院[注釈 19]
- 藤崎歯科医院[注釈 20]
- 永田歯科医院[注釈 21]
- 日高歯科医院[注釈 22]
- おおむら歯科[注釈 23]
- 城戸歯科医院[注釈 24]
- 荒戸歯科クリニック[注釈 25]
- 池田歯科大濠クリニック[注釈 26]
- 眼科かわさき貴子クリニック[注釈 27]
- 皮膚科・形成外科和田クリニック[注釈 28]

### その他の施設
- 金光教福岡教会
- 天理教福岡教務支庁
- 福岡バプテスト教会
- ふくおかフィナンシャルグループ人財開発センター[注釈 29]
- 日本銀行荒戸家族寮
- 平和台ホテル荒戸

その他の施設写真
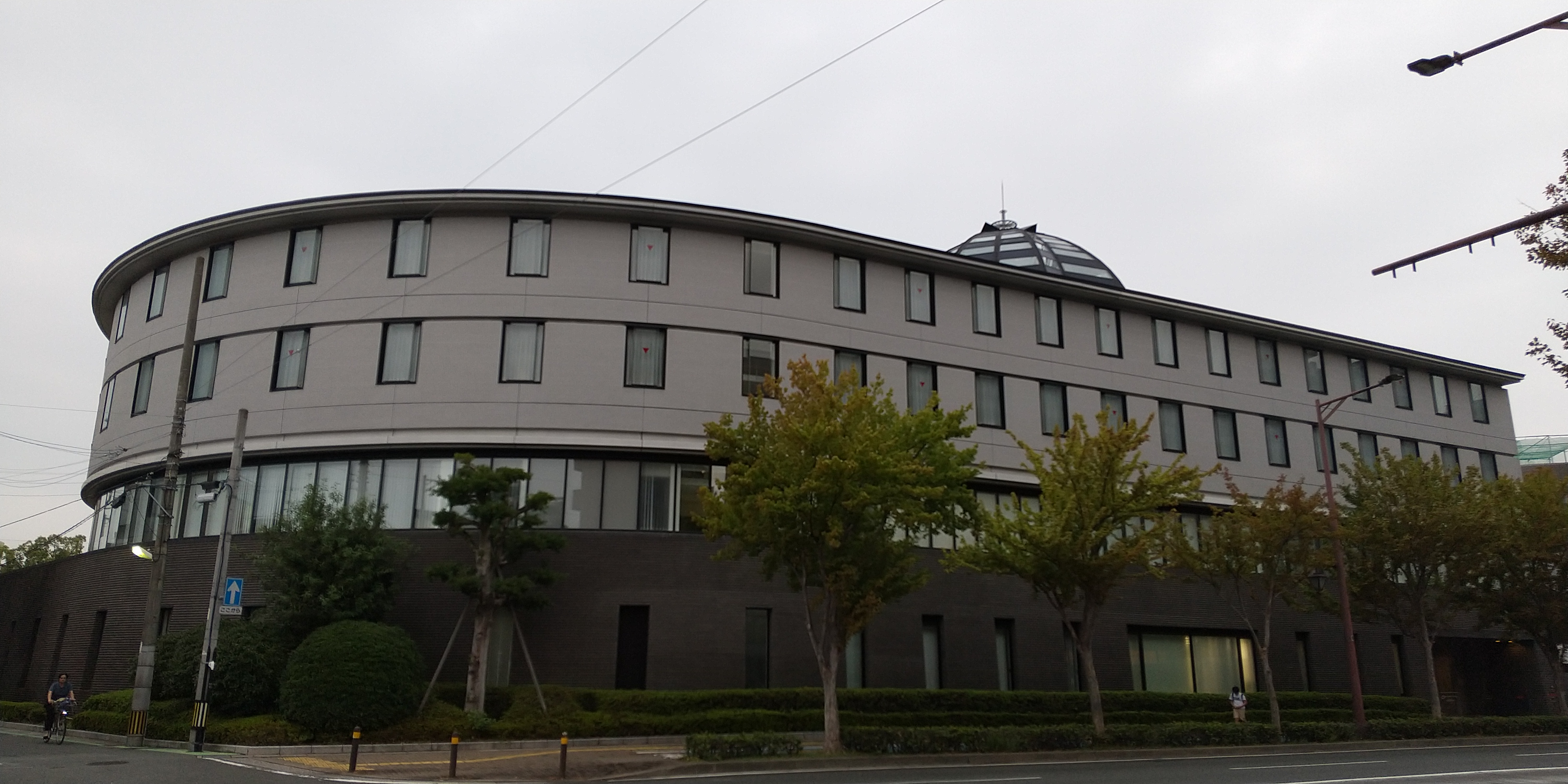
ふくおかフィナンシャルグループ人財開発センター

## 名所・旧跡
- 貝原益軒の屋敷跡[注釈 30]
- 中野正剛（なかのせいごう）生誕地[注釈 31]
- 小田部藤園の跡（こたべふじえんのあと）[注釈 32]
- 團琢磨（だんたくま）住居跡[注釈 33]

主な名所・旧跡の写真
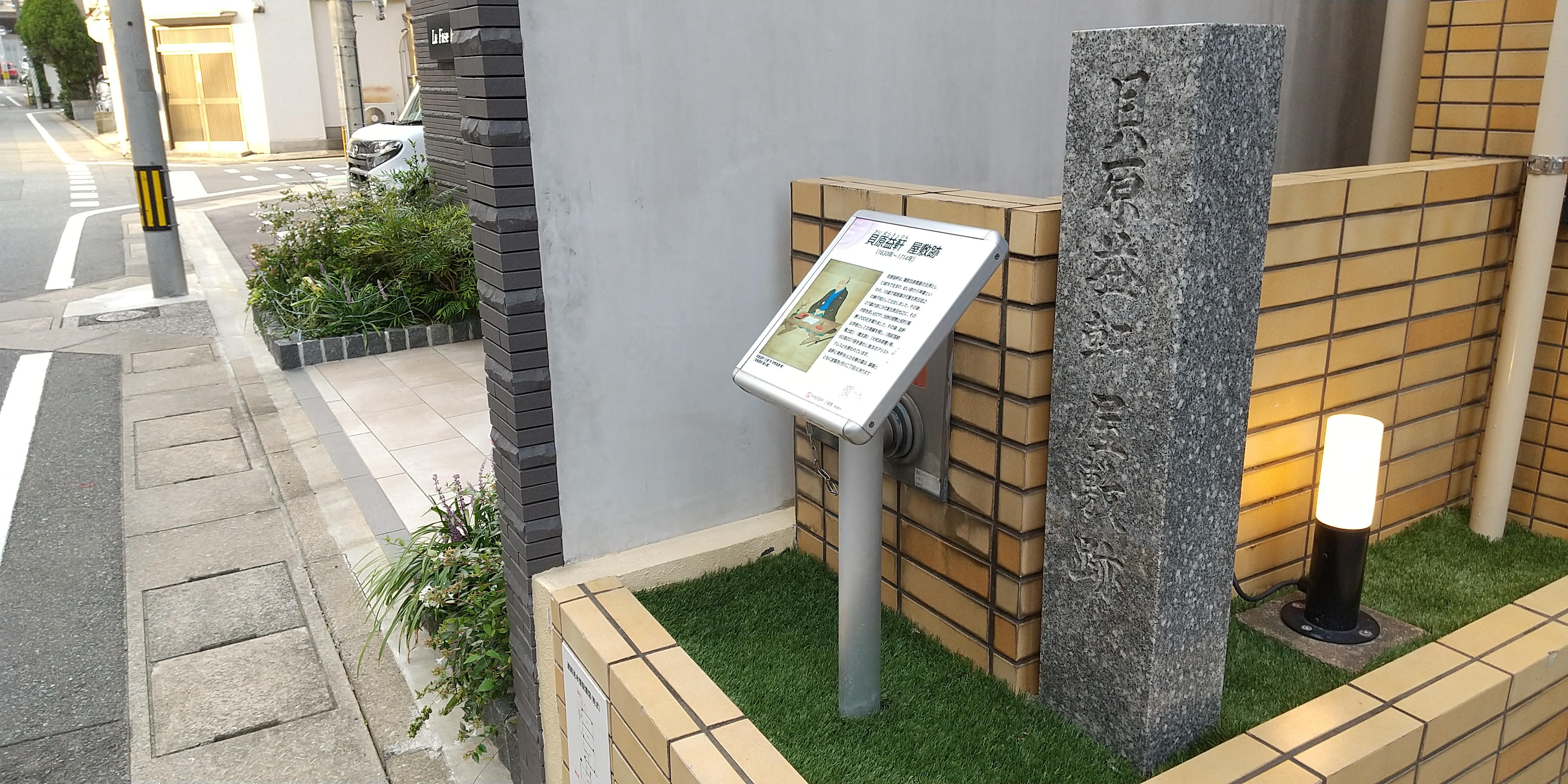
貝原益軒の屋敷跡
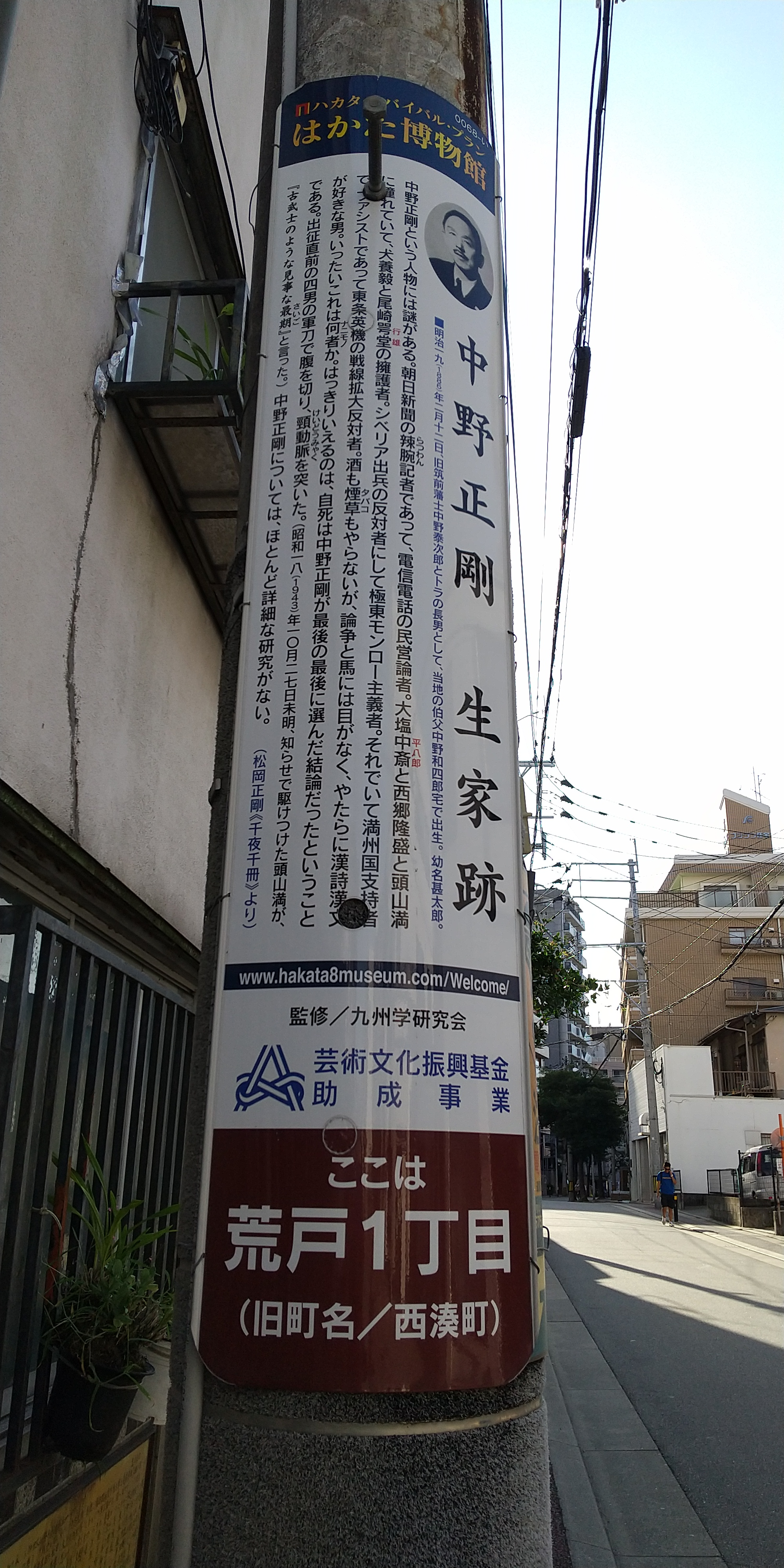
中野正剛の生誕地
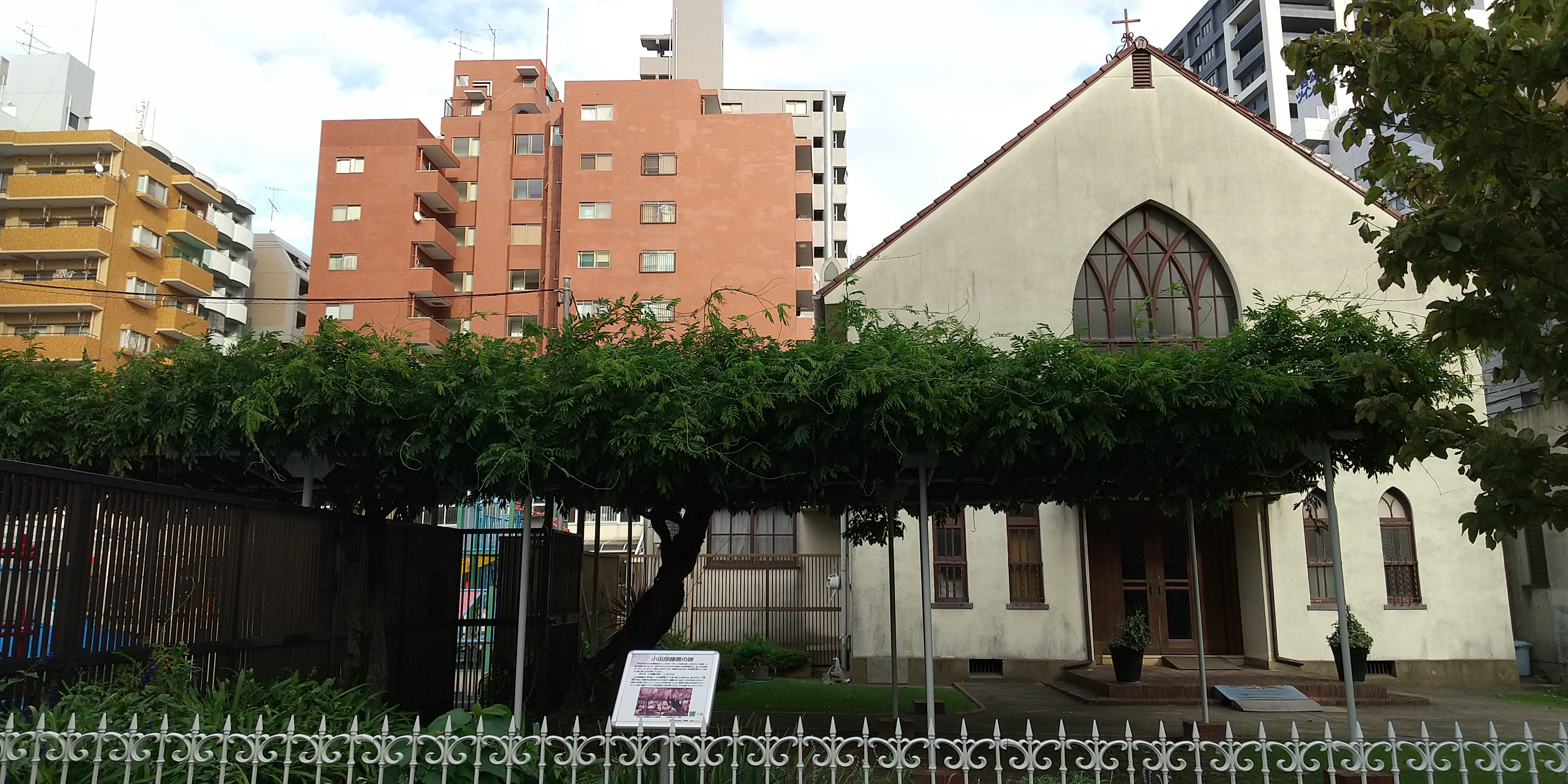
小田部藤園の跡
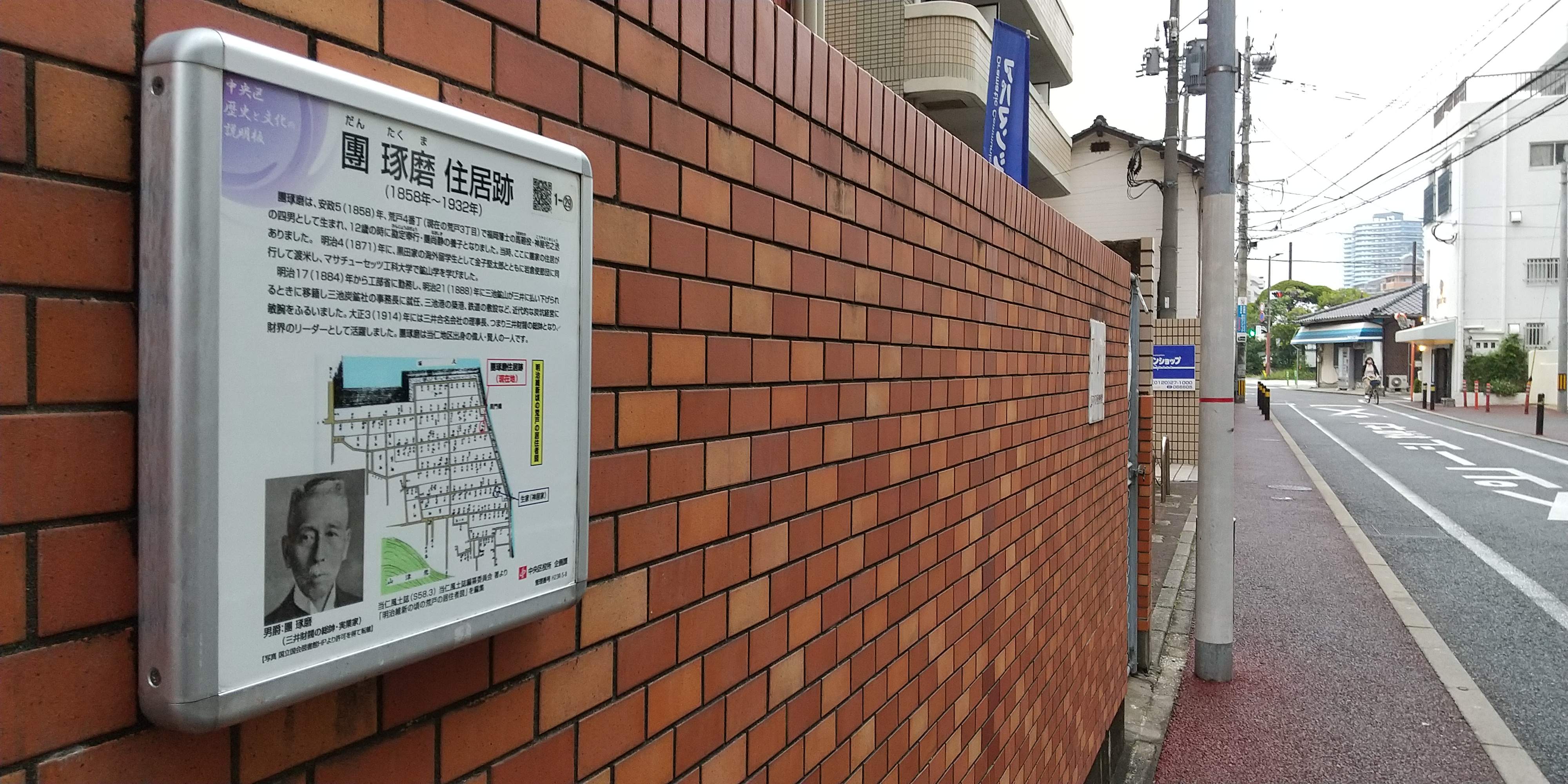
團琢磨住居跡

## 周辺の学校・施設等
- 大濠公園
- 西公園
- 光雲神社（西公園）
- 八橋神社（唐人町）
- 福岡教育大学附属福岡小学校（西公園）
- 福岡教育大学附属福岡中学校（西公園）
- 福岡市立舞鶴小中学校（舞鶴）
- 厚徳会大日保育園
- 汀幼稚園
- さくら保育園（西公園）
- 大村美容ファッション専門学校（黒門）
- 福岡市消防局中央消防署 荒戸出張所(平成30年に廃止し新中央消防署本署及び新出張所に移す)

### 周辺の銀行・郵便局
- 西日本シティ銀行 唐人町支店（唐人町）
- 福岡銀行湊町支店（港）
- 福岡銀行 黒門支店（黒門）
- 福岡港郵便局（港）
- 福岡大濠郵便局（大濠公園）
- 福岡唐人郵便局（唐人町）

## 交通

### 鉄道
- 福岡市交通局
  - 福岡市地下鉄空港線：大濠公園駅
  - 福岡市地下鉄空港線：唐人町駅

かつて西鉄福岡市内線貫通線・吉塚線（荒戸一丁目、西公園）が通っていたが、1975年（昭和50年）に廃止された。

### バス
荒戸を東西に横切る那の津通、明治通りとみなと銀座通り、荒戸地区の北西部黒門川通りに西鉄バスが乗り入れており、荒戸内にあるバス停は西鉄バスHPによると以下の通り。
- 那の津通り：荒戸二丁目
- 那の津通り：福大若葉高校前
- 明治通り：大濠公園
- 明治通り：荒戸一丁目
- 明治通り：黒門
- 黒門川通り：唐人町三丁目
- 港銀座通り：港銀座通り

上記以外でも西鉄バスが観光用に運行するFUKUOKA OPEN TOP BUSの乗り入れもある。

### 道路
- 黒門川通り
- 明治通り
- 那の津通り
- 千鳥橋唐人町線（那の津通りと一部重複）
- 福岡県道556号谷荒戸線
- みなと銀座通り
- 荒戸荒津線
- 荒戸1187号線（旧唐津街道）

荒戸の主な幹線道路
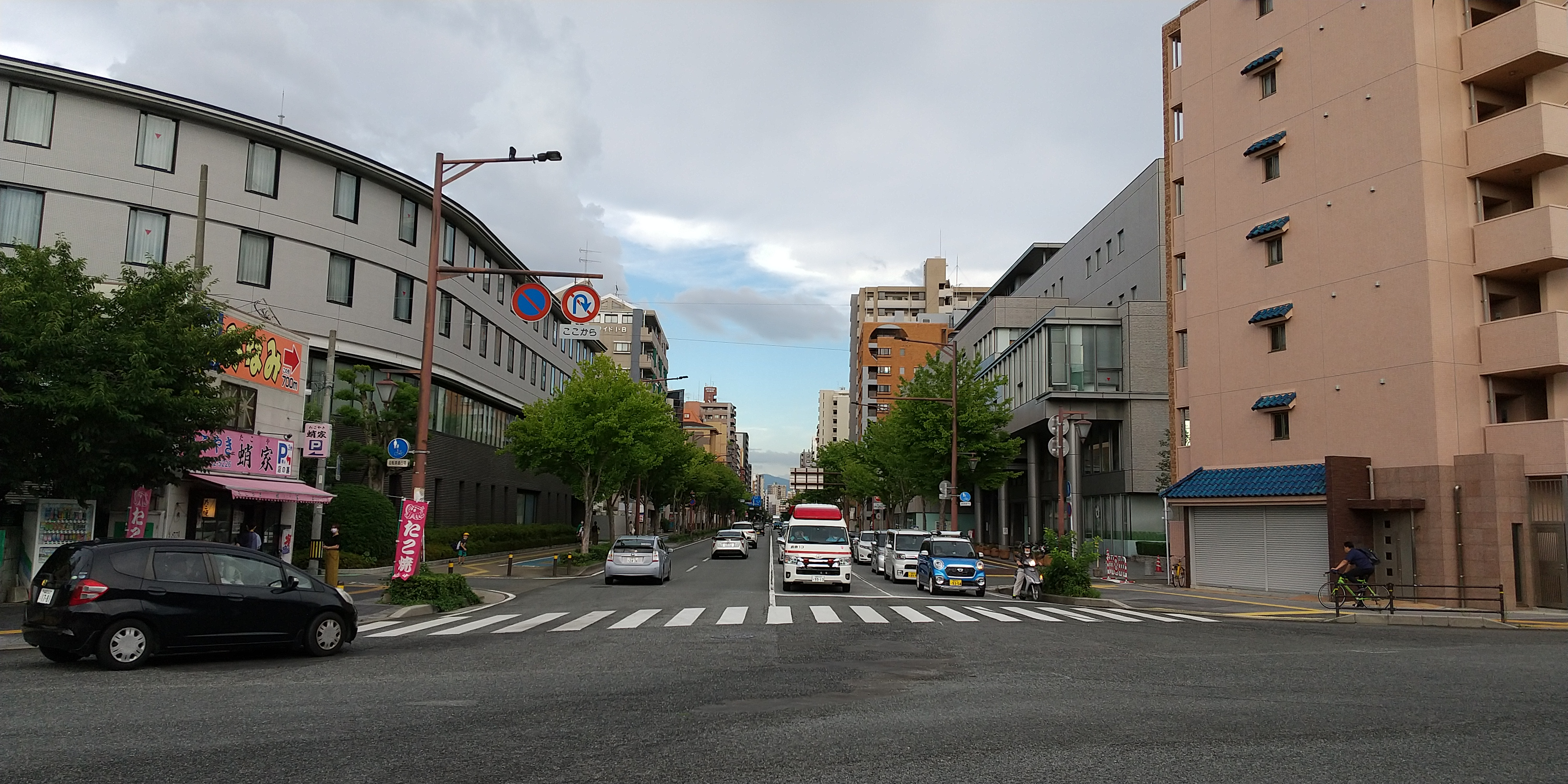
千鳥橋唐人町線（当仁小学校交差点付近）
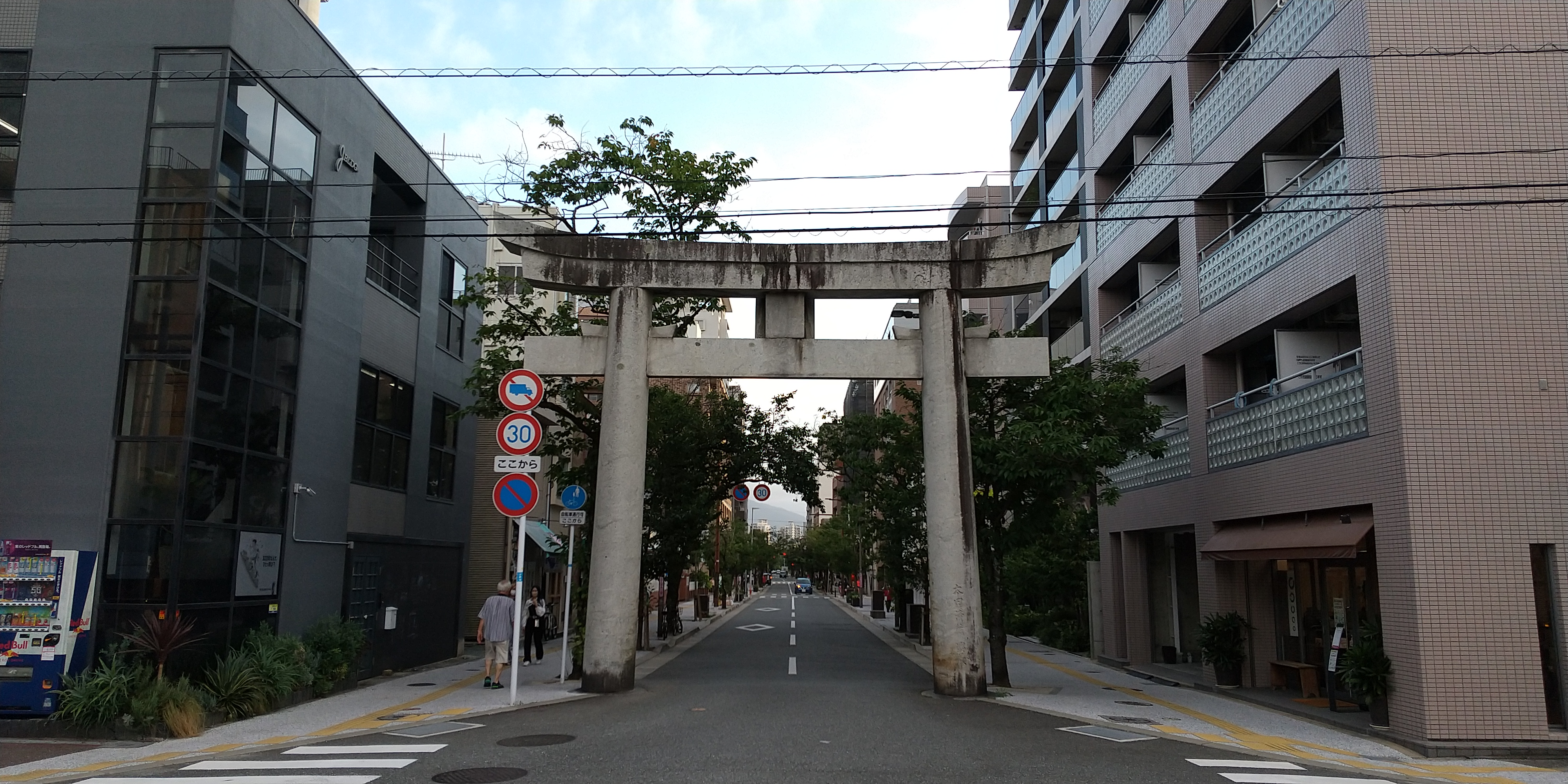
福岡県道谷荒戸線（西公園入口の南側、左：荒戸二丁目、右：荒戸三丁目）
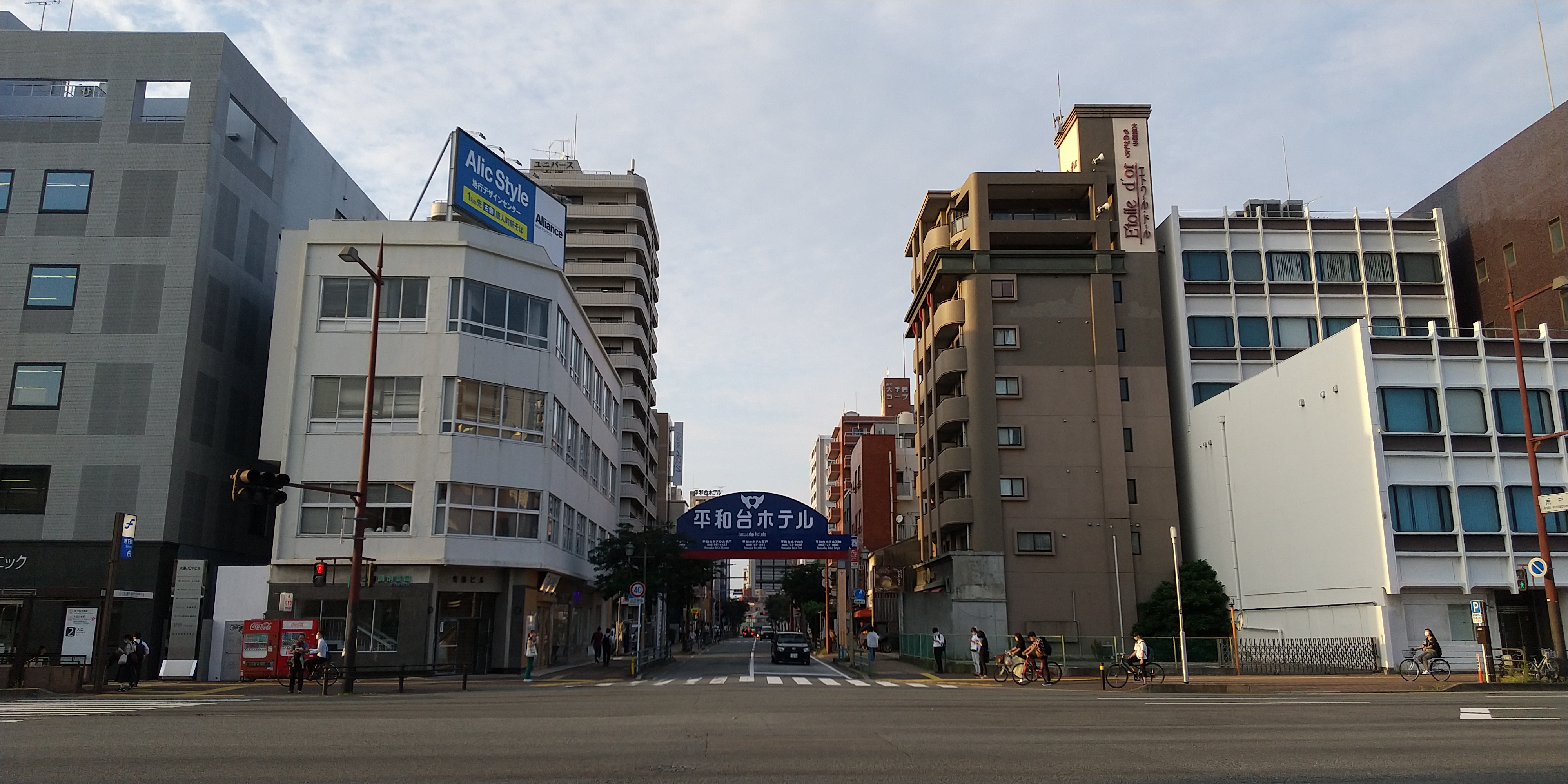
荒戸荒津線（荒戸交差点の北側、左：荒戸、右：大手門）
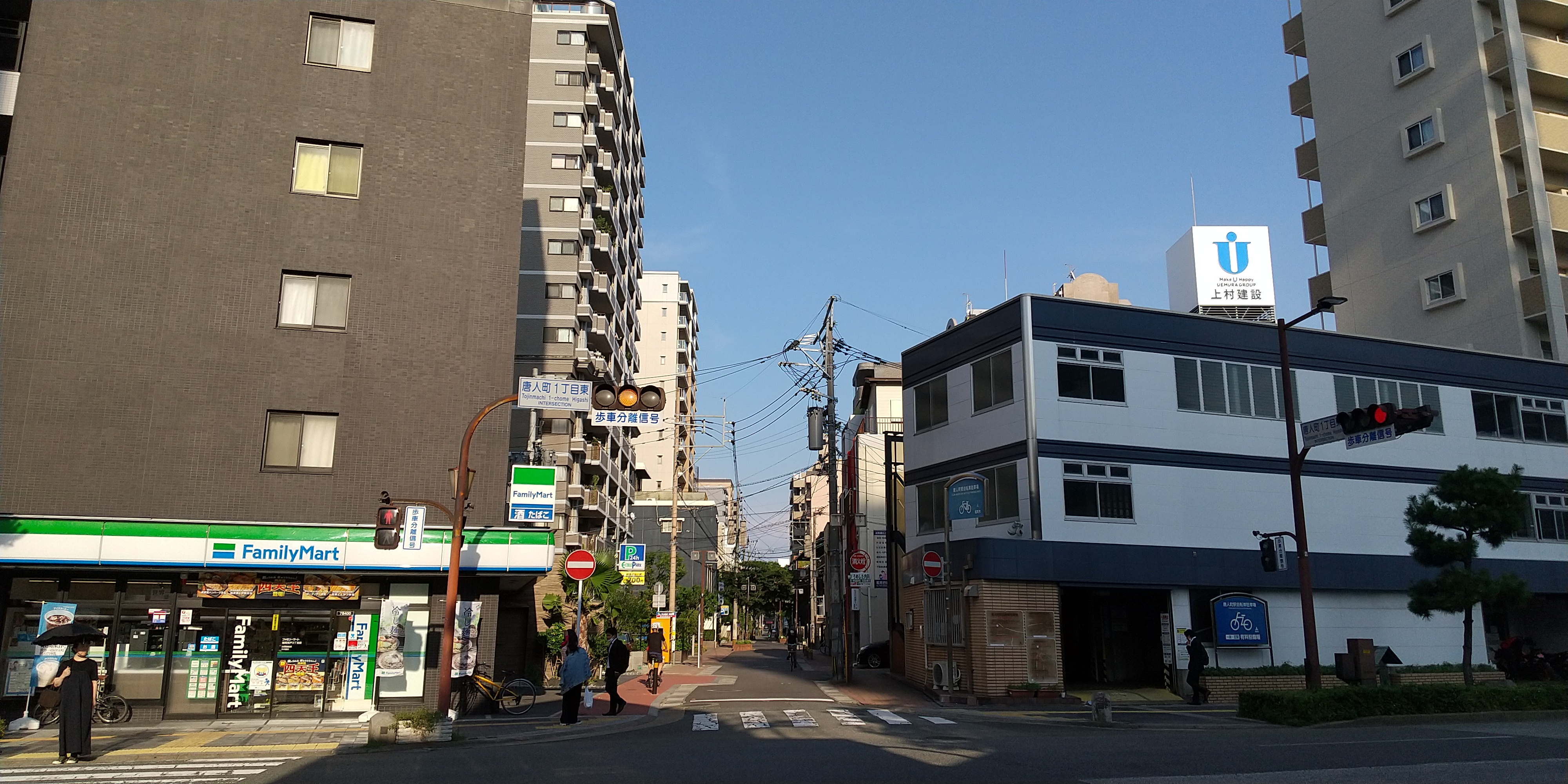
荒戸1187号線（旧唐津街道、唐人町一丁目東交差点の東側）
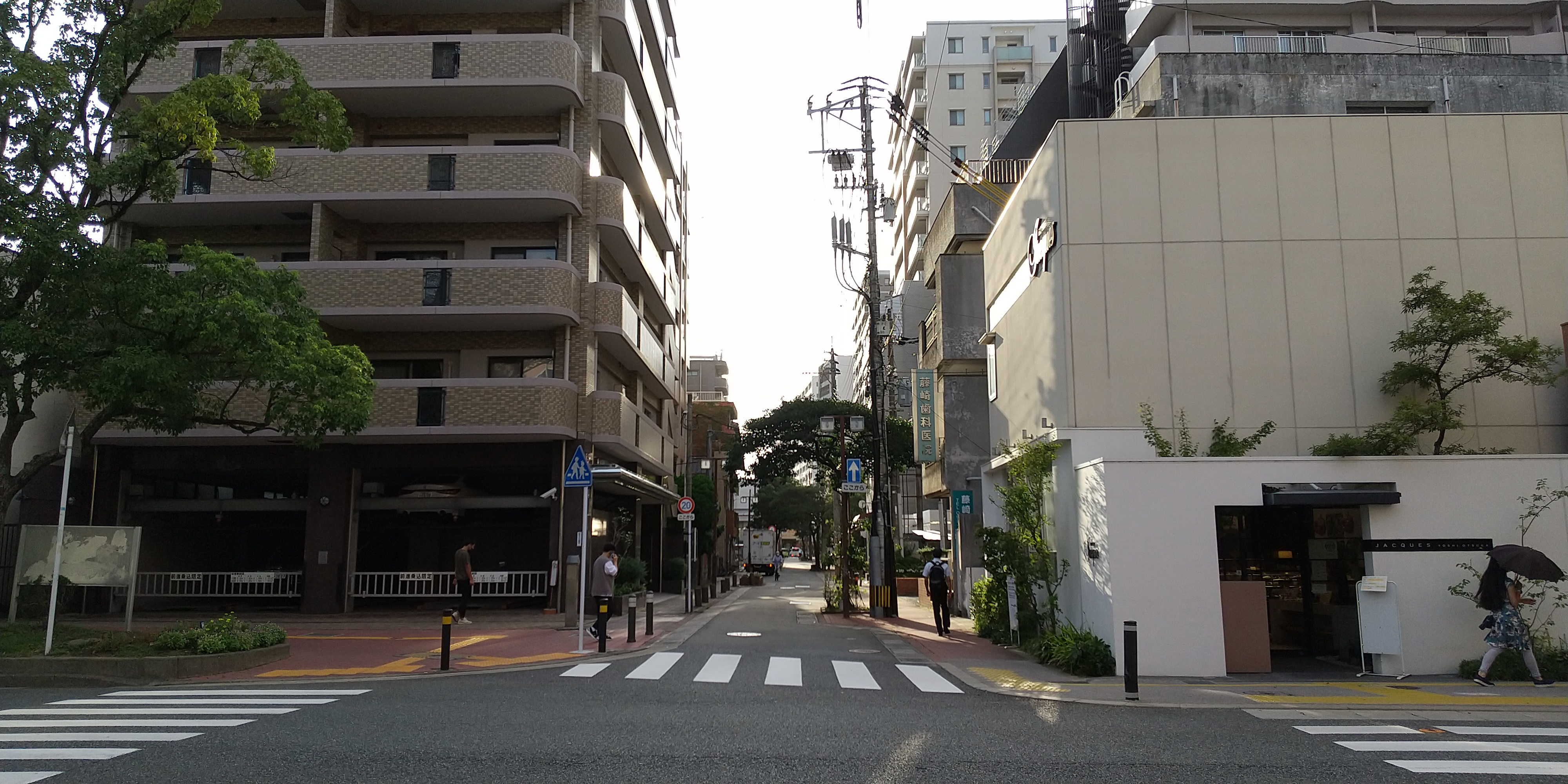
荒戸1187号線（旧唐津街道、県道谷荒戸線の西側、荒戸三丁目）
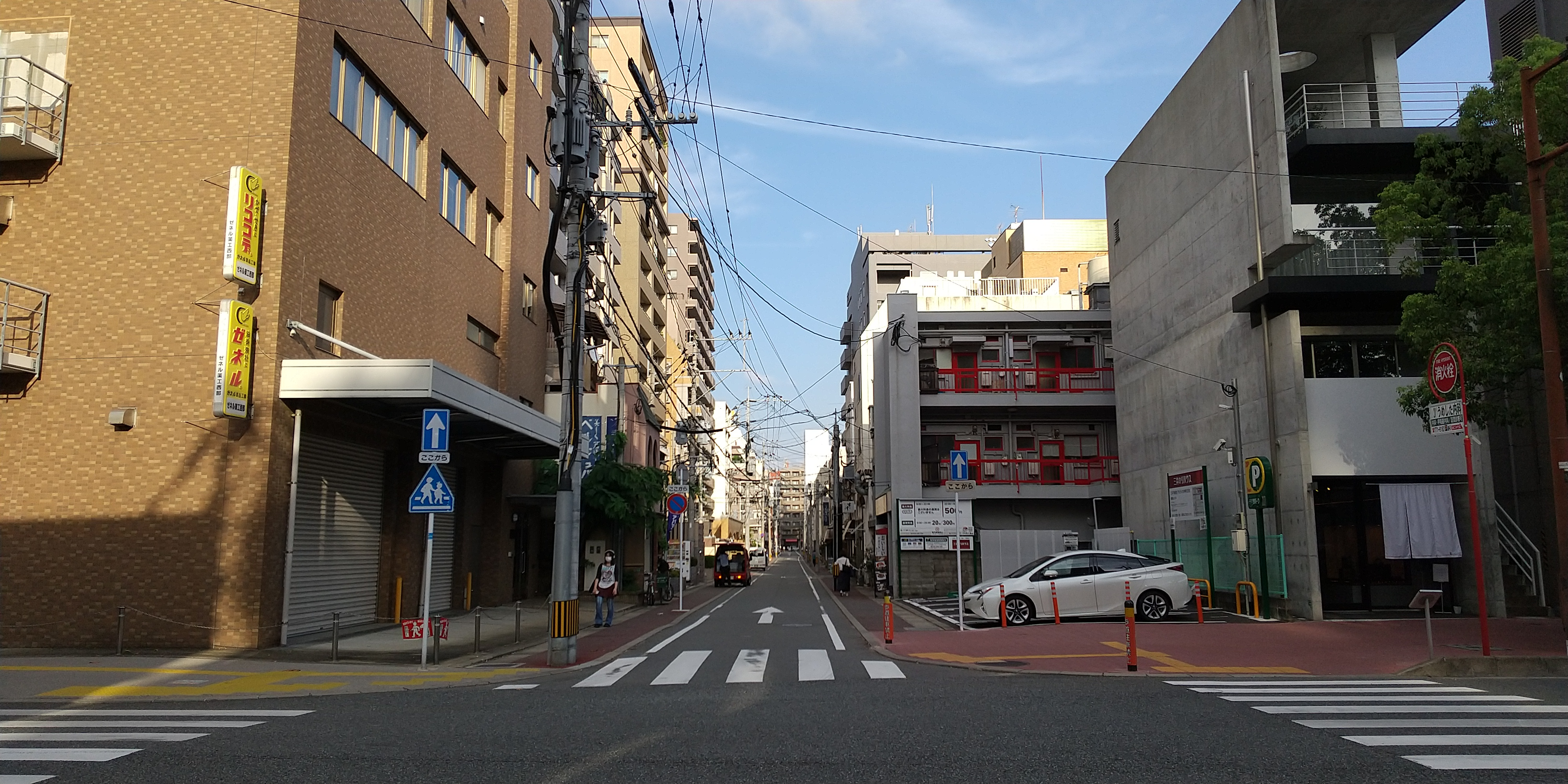
荒戸1193号線（旧唐津街道、県道谷荒戸線の東側、荒戸二丁目）